# ウィリー・ティー
ウィリー・ティー (Willie Tee、1944年2月6日 - 2007年9月11日) は、米国のキーボード奏者、シンガー。本名はウィルソン・タービントン。

## 来歴
1962年にレコード・デビュー。1970年代にはザ・ゲイターズを率いて活動し、またワイルド・マグノリアスが1974年に発表したデビュー作においてはバンドのリーダーとしてサウンドに大きく貢献した。ニューオーリンズ・ファンクの草分け的存在の一人として知られているが、ポップ、ジャズ、ソウルなど、幅広い音楽をプレイする柔軟性を持っている。自身のレコーディングとして最もよく知られているのは、1965年のシングル"Teasin' You" (アール・キングが彼に提供した曲) で、R&Bチャート12位を記録するヒットとなった。
2007年9月11日、ティーは大腸ガンのため死去。その約1カ月前の8月3日には実の兄でサックス奏者のアール・タービントンが病死している。

## ディスコグラフィー
- 1976年 Anticipation (United Artists)
- 1994年 The Gaturs featuring Willie Tee / Wasted (Funky Delicacies)
- 2002年 Back in Time (BK)
- 2002年 Teasin' You (Night Train)